# Martin Moss
Martin Moss (* 23. Juni 1956 in New York; † 26. September 2002 in Aachen) war ein US-amerikanischer Musical-Darsteller, der auch viele Jahre in Deutschland lebte und arbeitete.

## Leben
Martin Moss absolvierte an der American Academy of Dramatic Arts in New York eine Ausbildung in Schauspiel, Tanz und Gesang. Er hatte Engagements unter anderem am Broadway. 1983 kam er nach Deutschland, wo er zunächst als Tänzer, unter anderem am Berliner Friedrichstadtpalast, tätig war. Er spielte ab 1995 in der Region Aachen, Alsdorf, Köln (Musical Dome) unter anderem in den Stücken Gaudi („Mark Winner“), Blood Red Roses als „Mrs. Maroni“ (Stadttheater Aachen 1998), Adam und Eva (Musical) als „Engel Gabriel“ (Stadttheater Aachen 1999) und ab 2000 Falco meets Amadeus als „Johnny Zuweger“ im Theater des Westens in Berlin.
Am 24. September 2002 brach er bei einem Besuch in Aachen auf der Straße zusammen und verstarb zwei Tage später.
Die Beerdigung fand in Berlin statt.

## Diskographie
- Back in ’84
- Save the Children 1993
- Classic Open Air: Eternal Songs 1993
- Everyday is Christmas 1998

## Musicals
- Gaudí 1995
- Blood Red Roses 1998
- Adam und Eva 1999
- FMA-Falco meets Amadeus 2001